# Rio Palha
O rio Palha, conhecido também localmente como Rio da Palha, Rio Macacos ou Arroio dos Macacos, é um curso de água localizado na região norte do município de Florianópolis, capital do estado de Santa Catarina, Brasil. É um dos principais rios da região da Grande Florianópolis, responsável por drenar as águas do vale onde esta localizado boa parte do bairro Vargem Grande.
Pertence à bacia hidrográfica do Rio Ratones, a maior bacia do município. O Rio Palha se conecta aos demais rios da bacia desaguando no Rio Papaquara, que escoa as águas e esgoto tratado da região do bairro Canasvieiras e que atravessa a Estação Ecológica Carijós, uma importante área de preservação.

## Problemas ambientais

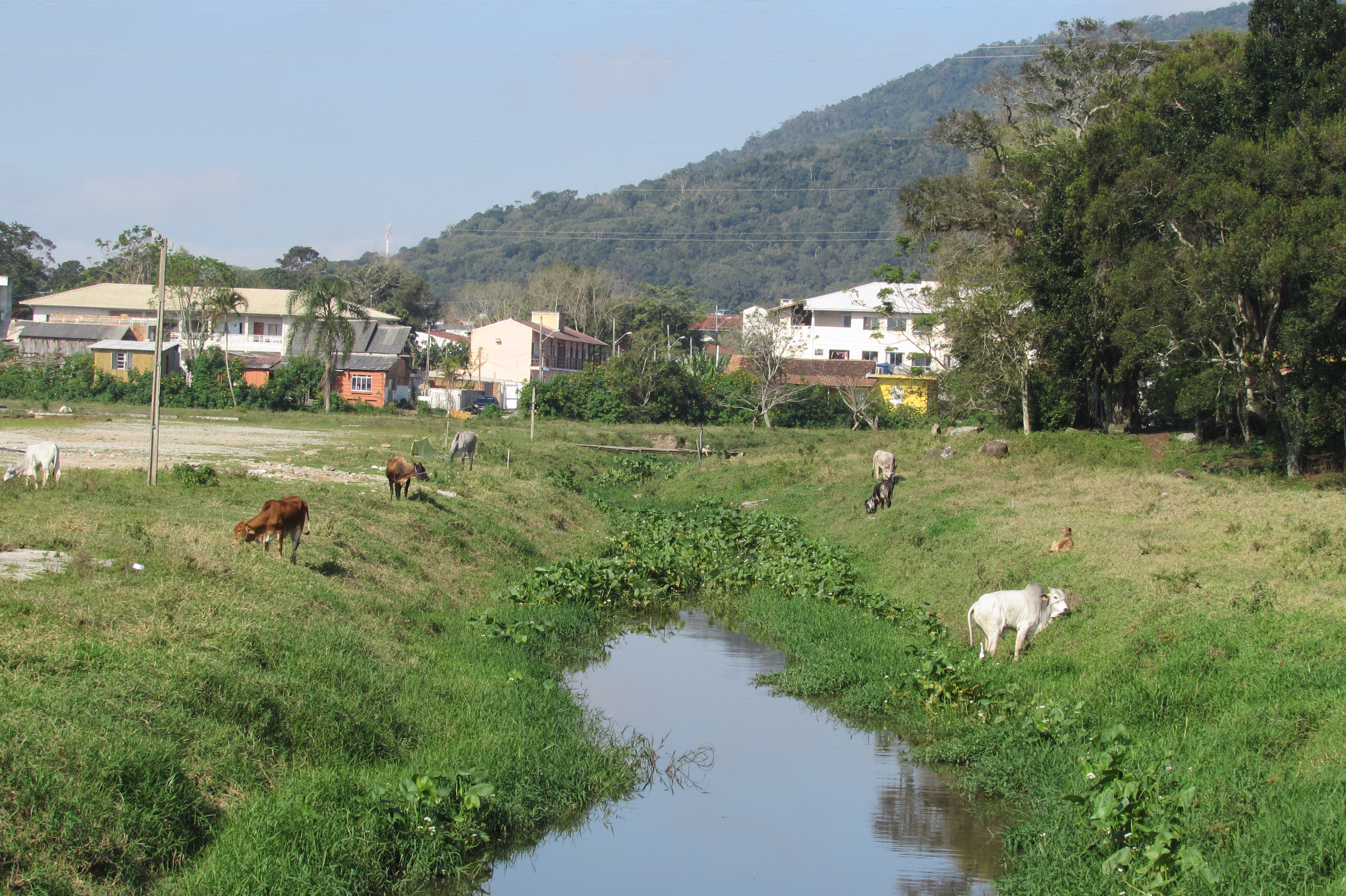
Rio Palha e seus problemas: falta de vegetação nativa nas margens do rio contribuindo para seu assoreamento

Como aponta o documento oficial "Plano de Manejo da Estação Ecológica de Carijós", datado de 2002, entre os principais problemas ambientais encontrados no Rio Palha está a falta de mata ciliar que protege as margens do rio, ocasionada pelo pastoreio de gado e desmatamentos periódicos nas suas margens, que impedem que a vegetação nativa se recupere . Construções irregulares e despejo de esgoto também são problemas que tem afetado toda este bacia hidrográfica .
O Rio Palha costuma também causar inundações recorrentes, pioradas ou ocasionadas justamente pela falta de vegetação nas suas margens, que ajudam a reduzir a força das águas, fixar o solo e impedir o assoreamento do rio. Dessa forma, a intensa urbanização da região tem modificado rapidamente os ambientes naturais ao redor do Rio Palha, ameaçando também sua biodiversidade.

## Biodiversidade
Existem poucas pesquisas sobre a biodiversidade ao redor do rio, mas já há pelo menos o registro de algumas espécies importantes, como a presença do jacaré-de-papo-amarelo (Caiman latirostris), uma espécie ameaçada de extinção, entre outras

### Biodiversidade de peixes
Em um levantamento publicado em 2009, sobre peixes de rios de Florianópolis, foram identificadas as seguintes espécies ocorrendo no Rio Palha:
- Ordem Silurifomes: 
  - Scleromystax salmacis (Nome popular: Cascudinho-limpa-fundo)
  - Pseudothothyris obtusa (Nome popular: Cascudinho)
- Ordem Characiformes
  - Characidium sp. (Nome popular: Canivete)
  - Hollandichthys sp.  (Nome popular: Lambari-listrado)
- Ordem Cyprinodontiformes
  - Phalloceros harpagos (Nome popular: Barrigudinho)
- Ordem Perciformes:
  - Geophagus brasiliensis, (Nome popular: Cará)